# Звоните Джейн
«Звоните Джейн» или «Позвони Джейн» (англ. Call Jane) — американский художественный фильм режиссёра Филлис Надж, премьера которого состоялась в январе 2022 года на кинофестивале «Сандэнс». Главные роли в нём сыграли Элизабет Бэнкс, Сигурни Уивер, Кейт Мара. Картина получила неоднозначные отзывы критиков.

## Сюжет
Действие фильма происходит в Америке 1960-х годов. Домохозяйка по имени Джой беременеет, но беременность угрожает её жизни. Чтобы сделать аборт, она связывается с нелегальной феминистской организацией, а потом начинает помогать другим женщинам, оказавшимся в сложном положении.

## В ролях
- Элизабет Бэнкс — Джой
- Сигурни Уивер — Вирджиния
- Кейт Мара — Лана
- Крис Мессина — Уилл
- Вунми Моссаку — Гвен
- Кори Майкл Смит — Дин
- Грейс  Эвардс — Шарлотта
- Джон Магаро — детектив Хилмарк
- Аида Туртурро — сестра Мики
- Эванджелин Янг — Мейв
- Ребекка Хендерсон — Эдди

## Создание и оценки
Проект был анонсирован в ноябре 2020 года, съёмки начались в апреле 2021 года в Лос-Анжелесе. Премьера картины состоялась в январе 2022 года на кинофестивале «Сандэнс», а в феврале  фильм был показан на 72-м Берлинском кинофестивале. В октябре 2022 года он вышел в прокат.
На сайте-агрегаторе отзывов Rotten Tomatoes картина получила рейтинг 82% при средней оценке 6,7из 10. На сайте Metacritic её оценили на 62 балла из 100.
Российский кинокритик Андрей Плахов заявил, что «Звоните Джейн» «не представляет художественной ценности». Обозреватель Форбс.ру констатировал наличие серьёзных проблем с сюжетом. По мнению Тамары Ходовой из ТАСС, «Звоните Джейн» — «понятный, динамичный, зрительский фильм», выгодно отличающийся от основной массы западного фестивального кино, и к тому же высказывающийся на очень актуальную тему. «В „Звоните Джейн“ много художественных условностей, упрощений, упоения собственным пафосом, а выбор музыкальных композиций до боли прямолинеен, — пишет Ходова. — Однако есть в нём чуткость, умеренный драматизм и образовательный элемент, актуальный для многих женщин и сейчас».